# Kanton Hallencourt
Kanton Hallencourt (fr. Canton de Hallencourt) byl francouzský kanton v departementu Somme v regionu Pikardie. Skládal se ze 16 obcí. Zrušen byl po reformě kantonů 2014.

## Obce kantonu
- Allery
- Bailleul
- Citerne
- Doudelainville
- Érondelle
- Fontaine-sur-Somme
- Frucourt
- Hallencourt
- Huppy
- Liercourt
- Limeux
- Longpré-les-Corps-Saints
- Mérélessart
- Sorel-en-Vimeu
- Vaux-Marquenneville
- Wiry-au-Mont